# 끄룽타이은행

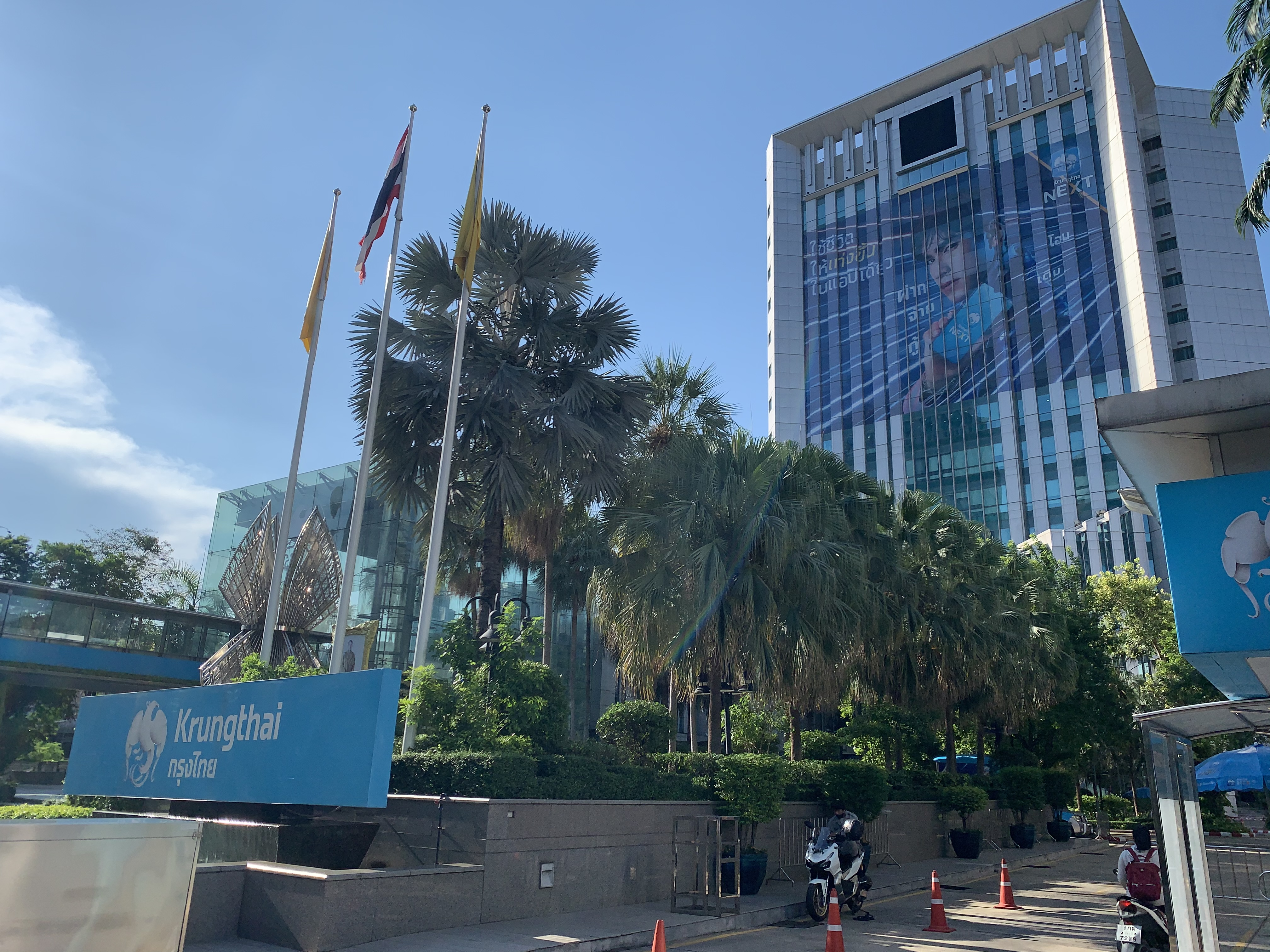

끄룽타이 은행(태국어: ธนาคารกรุงไทย, 영어: Krung Thai Bank, KTB)은 태국의 은행이다. 1966년 3월 14일에 설립되었으며 1989년 8월 2일 태국 증권거래소에 상장되었다. 본점은 방콕에 있다.